# Bougiesleutel

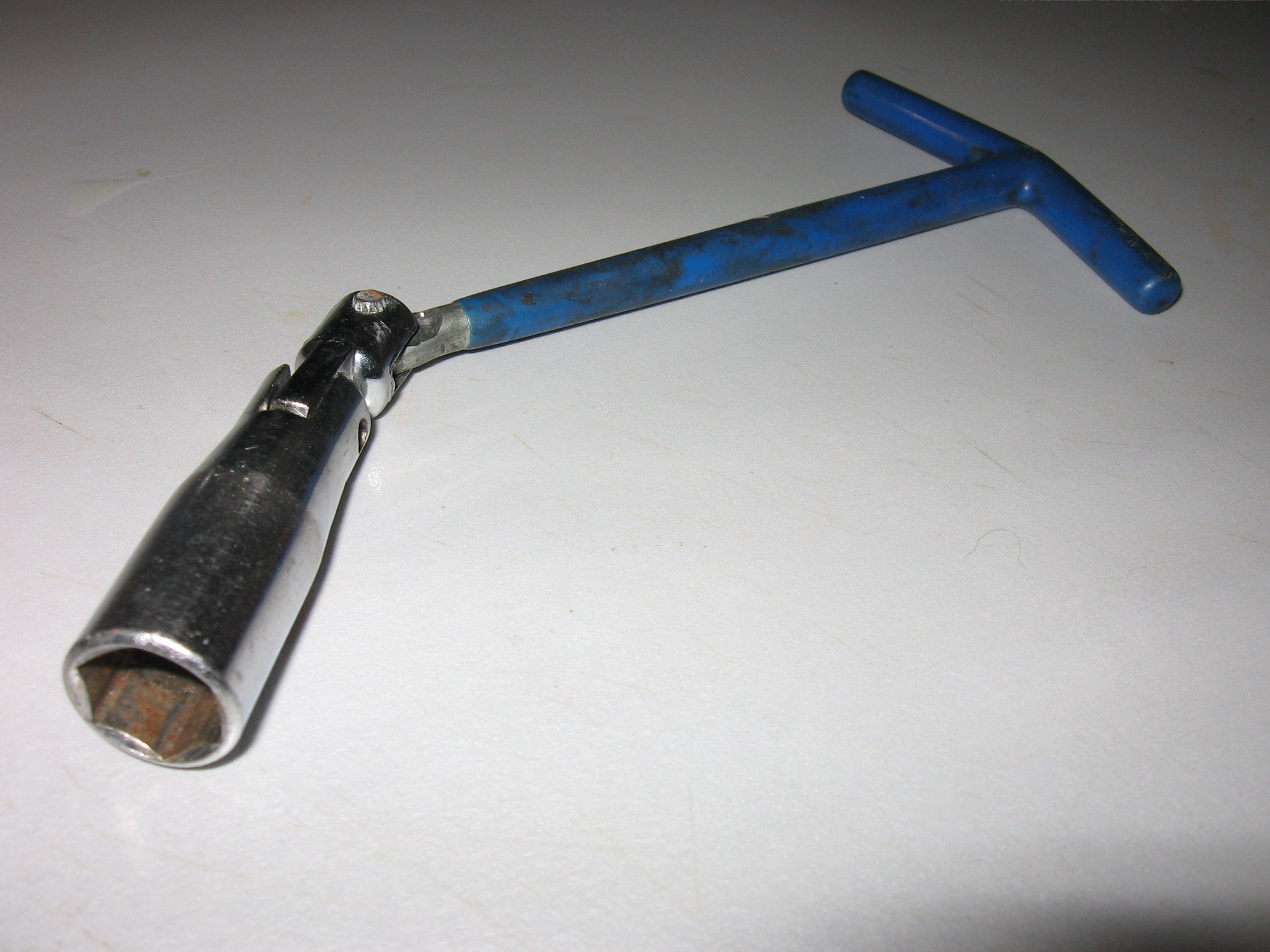
Bougiesleutel met dubbel kniegewricht en T-handgreep

Een bougiesleutel is een speciale dop- of pijpsleutel die gebruikt wordt bij het verwijderen of aanbrengen van bougies in een motorblok.  
De sleutel heeft een zeskante opening met een sleutelwijdte van 14, 16, 18 of 21 mm, deze laatste is het meest gangbaar bij bougies voor auto’s. De eenvoudige modellen zijn vaak uitgevoerd als pijpsleutel, al dan niet voorzien van een hefboom. Een veelgebruikte bougiesleutel met dop is er een die voorzien is van een T-greep en dubbel kniegewricht. De dop is vaak inwendig bekleed met rubber om de bougies niet te beschadigen. Met dit type sleutel is het mogelijk te werken op moeilijk bereikbare plaatsen met een beperkte bewegingsruimte. Daarnaast zijn er ook losse bougiedoppen voor de ratel verkrijgbaar, veelal worden deze bij de standaard setjes geleverd.
In principe zou bij het terugplaatsen van de bougie een momentsleutel moeten worden gebruikt om het aanhaalmoment niet te overschrijden. In de praktijk is dit voor de hobbyist niet haalbaar omdat een momentsleutel een kostbaar stuk gereedschap is.
bougiesleutel · dopsleutel · Engelse sleutel · inbussleutel · kruissleutel · momentsleutel · passchroefsleutel · pijpsleutel · ringsleutel · slagsleutel · steeksleutel · tiengaatssleutel · torxsleutel